# The Looney Tunes Hall of Fame
Pour plus de détails, voir Fiche technique et Distribution.

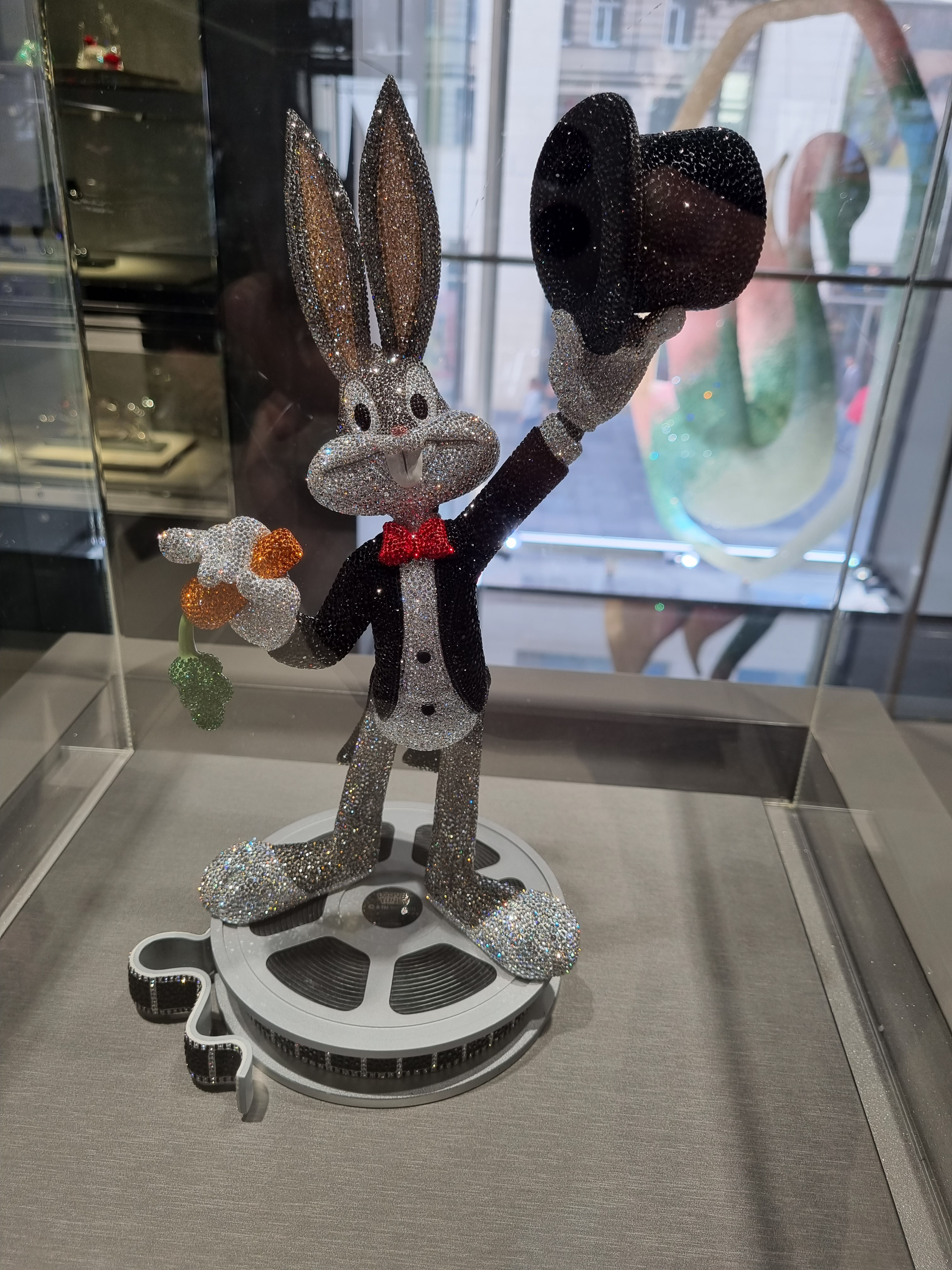
Statuette de Bugs Bunny couvert de strass et portant le smoking des grands soirs des Oscars du cinéma.

The Looney Tunes Hall of Fame est un  film Looney Tunes de 1999 compilant de courts métrages classiques de Warner Bros. Cartoons (dont beaucoup ont été raccourcis) et des séquences d'animation de transition.

## Liste des cartoons inclus dans le film
1. Un chasseur sachant chasser (A Wild Hare)
2. Titi la terreur (Birdy and the Beast)
3. Poker d'as pour Bugs Bunny (Bugs Bunny Rides Again)
4. Conflit de canard (Rabbit Seasoning)
5. Un gros dur au cœur tendre (Feed the Kitty)
6. La Légende du ténor grenouille (One Froggy Evening)
7. Farce au canard (Duck Amuck)
8. L'Autre Légende du ténor grenouille (Another Froggy Evening)
9. Vite fait, mal fait (Fast and Furry-ous)
10. Quel opéra, docteur ? (What's Opera, Doc?)
11. Ali Baba Bunny (id)
12. Les Peureux Chevaliers de la Table ronde (Knighty Knight Bugs)
13. Saute qui peut ! (High Diving Hare)
14. Bunny toréador (Bully for Bugs)
15. Le Clapier de Séville (Rabbit of Seville)

## Fiche technique
Sauf indication contraire, les informations mentionnées dans cette section peuvent être confirmées par la base de données cinématographiques IMDb,  présente dans la section « Liens externes ».
- Titre : The Looney Tunes Hall of Fame
- Réalisation : Tex Avery, Bob Clampett, Friz Freleng, Chuck Jones (originaux)
- Scénario : Warren Foster, Rich Hogan, Michael Maltese, Tedd Pierce
- Musique originale : Carl W. Stalling
- Producteur : Leon Schlesinger
- Société de production : Leon Schlesinger Studios
- Distribution : 
  - Kit Parker Films (1991) (cinéma)
- Pays d'origine : États-Unis
- Langue : Anglais
- Format : couleur, 35 mm
- Durée : 105 minutes (1 h 45)
- Dates de sortie : 
  - États-Unis : 13 novembre 1991

## Distribution
Sauf indication contraire, les informations mentionnées dans cette section peuvent être confirmées par la base de données cinématographiques IMDb,  présente dans la section « Liens externes ».
- Mel Blanc : Bugs Bunny, Sam le pirate, Titi, Daffy Duck, Marc Antoine, Pussyfoot
- Bea Benaderet : la maîtresse de Marc Antoine
- Arthur Q. Bryan : Elmer Fudd
- Bob Clampett : voix
- Paul Julian (en) : Bip Bip
- William Roberts : Michigan J. Frog